# Valcivières
Valcivières település Franciaországban, Puy-de-Dôme megyében. Lakosainak száma 229 fő (2022. január 1.). Valcivières Saint-Bonnet-le-Courreau, Ambert, La Forie, Grandrif, Job és Saint-Anthème községekkel határos.

## Népesség
A település népessége az elmúlt években az alábbi módon változott:
| Lakosok száma | 209  | 209  | 213  | 209  | 208  | 208  | 215  | 222  | 229  |
|               | 2013 | 2015 | 2016 | 2017 | 2018 | 2019 | 2020 | 2021 | 2022 |